# Full Diesel
Full Diesel — рок-группа из Финляндии, играющая в стилях хард-рок и хэви-метал. Песни Full Diesel «No Man`s Land» и «King of Defeat» прозвучали в саундтреке к игре FlatOut.

## Члены группы
- Ale Von Diesel — вокал
- Tuomas Lustig — гитара
- Jesper Johnson — гитара
- Jamo Valtonen — бас-гитара
- Antti Lustig — барабаны

## Биография группы
Подготовка к созданию группы началась весной 2003 года. Full Diesel была сформирована из участников другой группы — Thing-In-Itself.
Рекламная кампания первого сингла группы — одноименного Full Diesel (2003) — привела к тому, что группой заинтересовалась финская студия-разработчик игр Bugbear Entertainment. Две песни из репертуара Full Diesel были включены в саундтрек к игре FlatOut. Также композиции Full Diesel прозвучали в радиоэфире.
После издания последнего альбома группа прекратила свою деятельность на неопределенный период времени.

## Дискография
- Full Diesel, 2003
- Gun-Shy, 2005
- 187, 2006